# Albert Saritov
Albert Saritov, né le 24 avril 1983 à Khassaviourt, est un lutteur libre tchétchène naturalisé roumain.

## Biographie
Sous les couleurs de la Russie, Albert Saritov est médaillé de bronze des moins de 97 kg aux Championnats du monde 2011 à Istanbul.
Il concourt ensuite pour la Roumanie ; il est médaillé de bronze aux Jeux olympiques d'été de 2016 à Rio de Janeiro en catégorie des moins de 97 kg et médaillé d'argent dans la même catégorie aux Championnats d'Europe de lutte 2020 à Rome. 